# Тонка людина їде додому
«Тонка людина їде додому» (англ. The Thin Man Goes Home) — американська комедійна мелодрама режисера Річарда Торпа 1944 року.

## Сюжет
Цього разу Нік і Нора вирушають на батьківщину Ніка, в маленьке провінційне містечко Сігамор-Спрінгс, відвідати його батьків. Його батько, місцевий лікар, ніколи не схвалював вибір професії Ніка і його спосіб життя. Прибуття Ніка сколихнуло життя містечка. Місцеві мешканці та місцеві злочинні елементи переконані, що Нік прибув у зв'язку з розслідуванням якої-небудь справи, попри його запевнення в зворотному. Проте вбивство, що трапилося на порозі його будинку, змусило його взятися за розслідування.

## У ролях
- Вільям Пауелл — Нік Чарльз
- Мірна Лой — Нора Чарльз
- Люсіль Вотсон — місіс Марта Чарльз
- Ґлорія Дегейвен — Лора Белл Ронсон
- Енн Ревер — Скажена Мері
- Хелен Вінсон — Хелена Дрекью
- Гаррі Девенпорт — доктор Бертрам Чарльз
- Леон Еймс — Едгар Дрейк
- Дональд Мік — Віллі Крамп